# 雨海代
在月球地質時代裡，雨海代發生於38億5千萬年前至38億年前之間，接續於酒海紀之後，內太陽系后期重轰击期的結束即在此一時期。
早雨海世是形成雨海的撞擊發生在此一時期剛開始的時候，其他佔了月球面對地球那一面大部份地區的大盆地（如危海、寧靜海、晴朗海、肥沃海和風暴海）也都是於此一時期形成的。充滿玄武岩的盆地則大多是在接下來的晚雨海世時形成。
晚雨海世的時間跨度為东方海撞擊事件到特定尺寸（DL）的撞擊坑被侵蝕過程湮沒的時間。东方海撞擊事件的發生時間由於沒有取樣，因而不能直接確定。但應早於37.2億年（基於早雨海世的月海玄武岩的年代）並可能上推到38.4億年（基於東海濺射物上撞擊坑的尺寸-頻度分布）。大約三分之二的充填月海的玄武岩噴出發生在晚雨海世。

## 和地球地質時代的關係
因為很少甚至沒有什麼月球前酒神代時的地質資料存留在地球上，雨海代被至少一個著名的科學工作用來做為區分地球冥古宙的一個準則。